# برايان كيتل
برايان كيتل (بالإنجليزية: Brian Kettle)‏ هو لاعب كرة قدم بريطاني في مركز ظهير ‏، ولد في 22 أبريل 1956 في بريسكوت ‏ في المملكة المتحدة. شارك مع منتخب إنجلترا لكرة القدم. أما مع النوادي، فقد لعب مع دالاس تورنايدو ونادي بارسكو ونادي بارو ونادي ليفربول وويغان أتلتيك.